# رونی روک
رونی روک (انگلیسی: Ronnie Rooke; ۷ دسامبر ۱۹۱۱ – ۹ ژوئن ۱۹۸۵) بازیکن فوتبال اهل بریتانیا بود.رونالد لزلی روک (7 دسامبر 1911 - 9 ژوئن 1985) یک فوتبالیست انگلیسی بود که به عنوان یک مهاجم مرکزی بازی می کرد. او در طول سه دهه دوران بازیگری خود، حداقل 931 گل در 1029 بازی رسمی به ثمر رساند که در میان آنها بیش از 765 گل در لیگ در تمام سطوح به ثمر رسید. با توجه به RSSSF، او بهترین گلزن لیگ تمام دوران است، و در مجموع سومین گلزن پس از اروین هلمچن و یوزف بیکان است.[4]
از باشگاه‌هایی که در آن بازی کرده‌است می‌توان به باشگاه فوتبال بدفورد تاون، باشگاه فوتبال آرسنال، باشگاه فوتبال کریستال پالاس، باشگاه فوتبال فولام، باشگاه فوتبال گیلفورد سیتی، باشگاه فوتبال ووکینگ، تیم ملی فوتبال انگلستان، و باشگاه فوتبال کریستال پالاس اشاره کرد.
وی همچنین در تیم ملی فوتبال انگلستان بازی کرده‌است.